# Пасек (посёлок)
Пасек — посёлок в Хомутовском районе Курской области. Входит в состав Сальновского сельсовета.

## География
Посёлок находится на реке Немеда (приток Сева), в 10,5 км от российско-украинской границы, в 125 км к северо-западу от Курска, в 10,5 км к северо-западу от районного центра — посёлка городского типа Хомутовка, в 1 км от центра сельсовета — села Сальное.
Климат
Пасек, как и весь район, расположен в поясе умеренно континентального климата с тёплым летом и относительно тёплой зимой (Dfb в классификации Кёппена).
Часовой пояс
Посёлок Пасек, как и вся Курская область, находится в часовой зоне МСК (московское время). Смещение применяемого времени относительно UTC составляет +3:00.

## Население
| 2002 | 2010 |
| ---- | ---- |
| 20   | ↘12  |

## Инфраструктура
Личное подсобное хозяйство. В посёлке 5 домов.

## Транспорт
Пасек находится в 4,5 км от автодороги федерального значения М3 «Украина» (Москва — Калуга — Брянск — граница с Украиной), в 5,5 км от автодороги А142 (Тросна — М-3 «Украина»), в 5 км от автодороги регионального значения 38К-034 (А-142 — Калиновка — М-3 «Украина»), в 8,5 км от автодороги межмуниципального значения 38Н-668 (М-3 «Украина» — Прилепы — Обжи), в 1 км от автодороги 38Н-669 (М-3 «Украина» – Сальное), в 48 км от ближайшей ж/д станции Дмитриев-Льговский (линия Навля — Льгов I).
В 212 км от аэропорта имени В. Г. Шухова (недалеко от Белгорода).